# Aitrach, Ravensburg
Aitrach är en kommun (tyska Gemeinde) i Landkreis Ravensburg i förbundslandet Baden-Württemberg i Tyskland.
Kommunen ingår i kommunalförbundet Leutkirch im Allgäu tillsammans med staden Leutkirch im Allgäu och kommunen Aichstetten.